# Toby Petersen
Tobias "Toby" Petersen, född 27 oktober 1978 i Minneapolis, Minnesota, är en amerikansk professionell ishockeyspelare. 
Petersen valdes av Pittsburgh Penguins i 1998 års NHL-draft som 244:e spelare totalt. Han har spelat i NHL för Pittsburgh Penguins, Edmonton Oilers och Dallas Stars.